# The Vourdalak
The Vourdalak (en francés: Le Vourdalak) es una película de terror y drama francesa de 2023, dirigida por Adrien Beau. El guion de Beau y Hadrien Bouvier se basa en la novela de 1839 de Aleksey Konstantinovich Tolstoy La familia del vurdalak.

## Trama
En la Europa del Este del siglo XVIII, un cortesano y enviado del rey de Francia, el marqués Jacques Saturnin du Antoine, llama a la puerta de un extraño en mitad de la noche, tras haber perdido su caballo y sus compañeros en un robo. El extraño no le deja entrar, pero le aconseja que vaya a la casa de un hombre llamado Gorcha. A la mañana siguiente, mientras atraviesa el bosque, Jacques Antoine ve a la hija de Gorcha, Sdenka, cantando, pero ella se marcha cuando él se acerca. Entonces se encuentra con el hijo menor de Gorcha, Piotr, que le lleva a la casa. El hijo mayor de Gorcha, Jegor, llega a casa, tras haber pasado el último mes buscando venganza contra los turcos que saquearon el pueblo. Gorcha se fue a luchar contra los turcos y había dicho que si no regresaba en seis días sería porque había muerto luchando; si volvía después de esos seis días, se habría convertido en un vourdalak y nadie debería dejarle entrar. Jegor, sin embargo, no cree en los vourdalaks. Él sabe dónde se puede encontrar un caballo para Jacques Antoine, pero tendría que esperar hasta el día siguiente.
Más tarde se revela que Sdenka se enamoró de un viajero y, como todos en la zona lo saben, ahora no puede casarse. Cuando Jacques Antoine se acerca a Sdenka y trata agresivamente de seducirla, ella lo engaña y casi lo hace caer de un acantilado. Había acordado encontrarse con el viajero en el acantilado para que huyeran juntos, pero alguien lo descubrió y lo mató. Esa noche, seis días después de que Gorcha se fue, lo ven tirado en el borde del bosque, con aspecto de cadáver. El perro de Piotr no deja de ladrarle a Gorcha y Jegor lo obliga a dispararle. Gorcha revela la cabeza cortada del líder de la banda de turcos, a quien Jegor no logró matar. Esa noche, Jacques Antoine tiene pesadillas con Gorcha. Al día siguiente, Gorcha no está a la vista y el hijo de Jegor, Vlad, está enfermo. Jegor busca a Gorcha mientras Sdenka y Piotr, con la ayuda de Jacque Antoine, afilan una estaca y realizan un ritual en Vlad.
Esa noche, Jacques Antoine ve a Vlad caminando afuera. Parece estar sonámbulo y Gorcha está cerca, masticando su mortaja. Jacques Antoine intenta someter a Gorcha, quien lo arroja contra un árbol antes de beber la sangre de Vlad. Jacques Antoine se despierta a la mañana siguiente y encuentra a la familia cavando una tumba para el cadáver de Vlad. Durante el funeral, Piotr y Sdenka alientan a Jegor a clavar la estaca en el corazón de Vlad. Sin embargo, Gorcha lo interrumpe, reprochando a la familia la muerte de Vlad. Piotr intenta atacar a Gorcha con la estaca, pero pierde el valor. Gorcha le insinúa a Sdenka que fue él mismo quien fue responsable de dispararle a su amante.
Gorcha obliga a Jacques Antoine y Sdenka a bailar para él. Piotr, cuyo supuesto afeminamiento fue criticado por Jegor y Gorcha, aparece con los labios pintados y flores, con ganas de matar a su padre, que le dispara y le mata. Jegor culpa a Jacques Antoine de las recientes desgracias de la familia y le pega. Anuncia que a la mañana siguiente le regalarán un caballo y que deberá marcharse para no volver nunca más; si vuelve, Jegor le matará. Jegor deja a Jacques Antoine atado en el sótano para pasar la noche y Vlad lo despierta llamando a su madre. Fuera, Vlad se acerca a Anja, la esposa de Jegor; Jacques Antoine intenta advertirle que se mantenga alejada, pero sin éxito. Madre e hijo se abrazan y él bebe su sangre. Por la mañana, Sdenka se acerca a Jacques Antoine y le dice que se arrojará por el acantilado, ya que Piotr era lo único que la mantenía con vida. Luego se va.
Jegor y Anja, ahora una vourdalak, le dan un caballo a Jacques Antoine. En el bosque, sin embargo, no puede encontrar a Sdenka. Al regresar a la casa esa noche, Jacques Antoine cree verla cantando en un dormitorio. Intenta nuevamente convencerla de que se vaya, pero en lugar de eso ella lo seduce y comienzan a tener relaciones sexuales. Sin embargo, Jacques Antoine descubre que en realidad está interactuando con Gorcha, quien ha estado bebiendo su sangre. Jacques Antoine estaca a Gorcha y se tambalea hasta el comedor, donde Jegor y su hermano vampirizado, su esposa y su hijo están sentados alrededor de una mesa. Jacques Antoine prende fuego a la casa y se va.
Al amanecer, encuentra a Sdenka al borde del acantilado y la convence de que no salte, informándole que es libre. Después de haber sido mordido, Jacques Antoine le da su caballo y un mapa de Europa antes de saltar del acantilado. Sdenka se aleja, masticando un sudario. Más tarde, una duquesa francesa la acoge.

## Elenco
- Kacey Mottet-Klein como el marqués Jacques Antoine Saturnin d’Urfe
- Ariane Labed como Sdenka
- Grégoire Colin como Jegor
- Vassili Schneider como Piotr
- Claire Duburcq como Anja
- Gabriel Pavie como Vlad
- Erwan Ribard como The Hermit
- Adrien Beau como Gorcha (voice)

## Producción
La película está basada en la novela gótica La familia de los Vourdalak de Aleksey Konstantinovich Tolstoy de 1839. Está filmada en Super 16 mm. La banda sonora está inspirada en la banda sonora de Nino Rota en Casanova, cinta de Federico Fellini.

## Estreno
La película se estrenó en la sección de la Semana Internacional de la Crítica del 80.º Festival Internacional de Cine de Venecia.

## Recepción
El sitio de reseñas Rotten Tomatoes, el 92% de las 26 reseñas de los críticos son positivas, con una calificación promedio de 7,7/10.